# Çamlıca
Çamlıca [ˈtʃamɫɯdʒa] ist ein Stadtviertel auf der asiatischen Seite Istanbuls. Hier befinden sich zwei Hügel, die zu den höchsten Istanbuls zählen: des „Büyük Çamlıca“ (Großer Çamlıca) und des „Küçük Çamlıca“ (Kleiner Çamlıca).
In Çamlıca steht auch der Fernsehturm Çamlıca. 
Seit 2019 befindet sich auf dem Grossen Çamlıca die Moschee Çamlıca.
Nach Çamlıca ist eine Getränkemarke benannt, die auch in Deutschland vertrieben wird.
Koordinaten: 41° 1′ 33,9″ N, 29° 4′ 6,4″ O